# Polylepis quadrijuga
Polylepis quadrijuga är en rosväxtart som beskrevs av Friedrich August Georg Bitter. Polylepis quadrijuga ingår i släktet Polylepis och familjen rosväxter. Inga underarter finns listade i Catalogue of Life.